# Nacer Barazite
Nacer Barazite (* 27. Mai 1990 in Arnheim) ist ein momentan vereinsloser niederländischer Fußballspieler mit marokkanischen Wurzeln.

## Karriere

### Verein
Barazite spielte bereits in der Jugendmannschaft des NEC Nijmegen, ehe er 2006 in den Profikader des Vereins rückte. 2007 wurden die Talentscouts der englischen Liga auf den Offensivspieler aufmerksam. Im September entschied sich Barazite deshalb zu einem Wechsel zum FC Arsenal.
Sein Debüt beim FC Arsenal gab er am 31. Oktober 2007 beim League Cup gegen Sheffield United, als er für Eduardo da Silva eingewechselt wurde. Auch sein zweiter Einsatz im Profiteam war im League Cup. Nachdem Sheffield besiegt war, stand die Mannschaft den Blackburn Rovers gegenüber. Barazite kam wieder als Einwechselspieler. Trainer Arsène Wenger brachte ihn für Mark Randall in der 80. Minute. Da die Verlängerung entscheiden musste, ging das Spiel über die 90 Minuten hinaus. In dieser Verlängerung verletzte sich Barazite und musste wieder ausgewechselt werden.
Um ihm mehr Spielpraxis zu ermöglichen, entschied der Klub, ihn für die Saison 2008/09 an den Zweitligisten Derby County auszuleihen. Dort kam er zu seinem ersten Ligaspiel im Profibereich und erhielt von Trainer Adam Pearson regelmäßige Spielpraxis.
Barazite verbrachte die folgende Saison 2009/10 größtenteils in der Reservemannschaft des FC Arsenal. Seinen einzigen Pflichtspieleinsatz absolvierte er am 22. September 2009 im League Cup gegen West Bromwich Albion, als er für Armand Traoré aufs Spielfeld kam.
Im Sommer 2010 wurde er vom schottischen Klub Glasgow Rangers als Testspieler eingeladen. Zu einem Kontrakt zwischen beiden Seiten kam es jedoch nicht, da ihn Trainer Walter Smith als zu langsam befand. Anderswo wurde behauptet, dass Arsenal zu viel Geld für einen Transfer verlangte und Glasgow deshalb von der Verpflichtung Abstand nahm. Schließlich verlieh ihn Arsenal in die Niederlande zu Vitesse Arnheim. Jedoch schaffte Barazite auch dort den Durchbruch nicht und kam nur zu wenigen Einsätzen in der Eredivisie.
Zur Winterpause der Saison 2010/11 wechselte er zum österreichischen Bundesligisten FK Austria Wien. Dort unterschrieb Barazite einen Vertrag bis 2013. Seinen ersten Treffer erzielte er in seinem zweiten Spiel für Austria Wien am 19. Februar 2011 beim 4:0-Sieg seiner Mannschaft gegen den SC Magna Wiener Neustadt.
In der Winterpause der Saison 2011/12 wechselte Barazite schließlich für eine nicht veröffentlichte Ablösesumme zum französischen Zweitligisten AS Monaco. Kolportiert wurde allerdings eine Summe von 4,5 Millionen Euro. Am 30. Januar 2013 wechselte Barazite auf Leihbasis wieder zum FK Austria Wien mit Kaufoption bis 2016 und wurde am Ende der Saison österreichischer Meister. Die Kaufoption wurde von Austria Wien nicht gezogen und Barazite wechselte wieder zurück zum AS Monaco. 2014 ging er zum FC Utrecht. Im Sommer 2017 wurde er vom türkischen Erstligisten Yeni Malatyaspor verpflichtet. Dann folgte der al-Jazira Club und zuletzt spielte er 2020 bei Buriram United in Thailand. Seitdem ist der Spieler ohne neuen Verein.

### Nationalmannschaft
Barazite wurde in den Kader der U-17-Fußball-Europameisterschaft 2007 berufen und kam dort zu seinem ersten Einsatz im U-17-Nachwuchsteam der Niederländischen Nationalmannschaft. Gegen Belgien erzielte er seinen ersten Treffer für die U-Auswahl.
Daraufhin wurde er auch für die U-19, U-20, U-21 seines Landes berufen. Am 28. Juli 2011 kam es jedoch zu einer Einberufung in die Marokkanische Fußballnationalmannschaft. Dieses schlug er aber durch das Interesse der niederländischen U-21 wieder aus, er wolle sich noch weiterentwickeln. Für welche Nation er in der A-Mannschaft auflaufen wird lässt er noch offen. „Die endgültige Entscheidung habe ich noch nicht getroffen“, wiederholt er in Interviews immer wieder.

## Kontroverse
Im November 2015 entstand eine Debatte in den Niederlanden, weil Barazite am 1. November 2015 nach dem 4:2 von FC Utrecht gegen Twente Enschede der TV-Reporterin Hélène Hendriks nach einem Interview aus religiösen Gründen (Barazite ist Muslim) den Handschlag verweigerte. Dem männlichen Interviewer John de Wolf hingegen schüttelte er die Hand. Hendriks selbst twitterte, sie habe „überhaupt kein Problem damit, wenn mir jemand aus religiösen Gründen nicht die Hand gibt“; Barazite sei „im Übrigen ein richtig netter Kerl“.  Nach weiteren Handschlag-Verweigerungen in Deutschland, der Schweiz und anderen Ländern wurde dieses Thema zu einem Gegenstand öffentlicher Diskurse.

## Erfolge
- Österreichischer Meister: 2013